# Banco de Bogotá

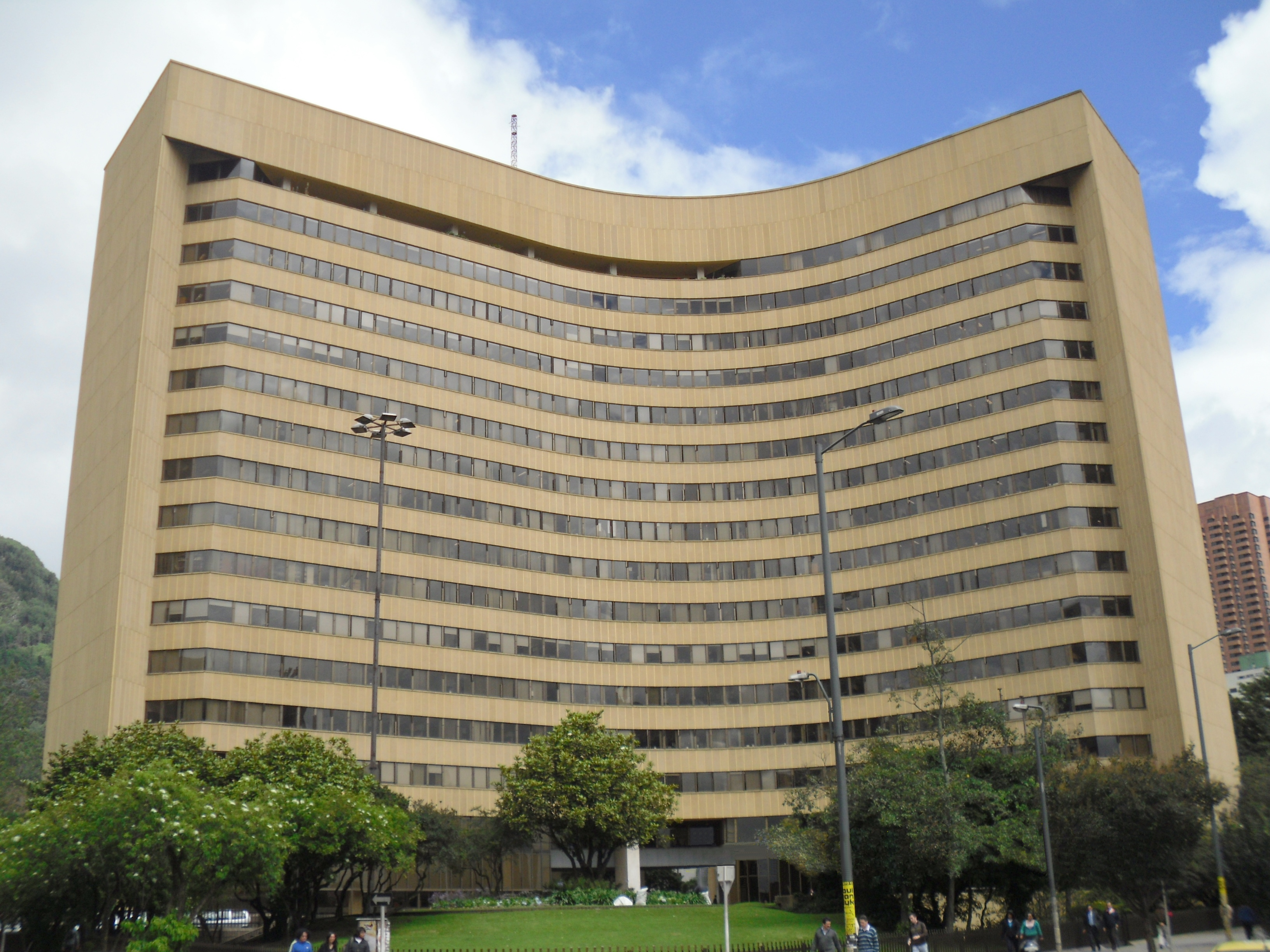
Sede do Bank of Bogotá projetada por Skidmore, Owings and Merrill em Bogotá, Colômbia

O Banco de Bogotá é o primeiro banco comercial estabelecido na Colômbia.

## Visão global
Fundado em 1870, o Banco de Bogotá é a instituição bancária comercial mais antiga da Colômbia e opera através de aproximadamente 650 agências, cinco centros de serviços corporativos e um centro de atendimento bancário no país. Em nível nacional, também opera através de subsidiárias: Corporacion Financiera Colombiana S.A., um banco de investimento; Almacenes Generales de Depósito Almaviva S.A., uma empresa de logística de fornecimento de produtos; Sociedad Fiduciaria Bogotá Fidubogotá S.A. e Fiduciaria del Comercio Fiducomercio S.A., empresas de investimento fiduciário e portfólio; Leasing Bogotá S.A., uma empresa de leasing; Valores Bogotá SA, prestadora de serviços de corretagem; e Fondos de Pensiones y Cesantias Porvenir, administrador de pensões e suspensões. Também possui subsidiárias bancárias no Panamá e nas Bahamas. Nos Estados Unidos, o Banco de Bogotá opera duas agências, uma na cidade de Nova York, Nova York, e uma em Miami, Flórida.
O Grupo Aval, uma holding que é uma das maiores e mais influentes entidades financeiras da Colômbia, possui a maioria das ações com direito a voto do Banco.
Seu atual presidente é Alejandro Figueroa, que ocupa este cargo desde 1989.

## Implementação de software
Em 20 de junho de 2006, o Fidelity National Information Services (FIS), Inc. anunciou a implementação bem-sucedida de seu pacote de software para empréstimos a varejo, Advanced Lending Solution (ALS) - Gerente de Serviços do Banco de Bogotá. Os esforços dos consultores técnicos do banco e especialistas em FIS permitiram que o Banco de Bogotá fosse a primeira instituição financeira em seu mercado a introduzir um novo produto de empréstimo pessoal, o Prestamo Personal Libre Destino.
O Banco de Bogotá utiliza depósitos, poupança, administração financeira e arquitetura do FIS para apoiar suas operações de banco de varejo desde 1988. Após uma mudança nos regulamentos bancários locais no quarto trimestre de 2005, o banco precisou atualizar rapidamente seu sistema de empréstimos para lançar um novo produto de crédito ao consumidor no mercado. O Banco de Bogotá lançou o novo produto em fevereiro, à frente de seus concorrentes, e conquistou uma parcela significativa do mercado.
O banco selecionou o ALS-Manager de Gerenciamento do FIS, um aplicativo de processamento de empréstimos personalizável que suporta os requisitos de atendimento a clientes e contas durante a vida do empréstimo. A equipe do Banco de Bogotá ajustou rapidamente os recursos do Prestamo Personal Libre Destino, usando o recurso de parâmetros de produtos em tempo real do ALS-Servicing Manager, para selecionar opções de processamento que abordassem os acréscimos de juros, encargos moratórios e opções de lançamento de pagamento. O Banco esperava atrair 3.000 novos clientes por mês com este novo produto de empréstimo pessoal.

## Regulamento
O Banco de Bogotá é supervisionado pela Superintendência Bancária da Colômbia, que é a principal responsável pela regulamentação e supervisão das instituições financeiras colombianas, incluindo seus escritórios estrangeiros, subsidiárias e afiliadas. A Superintendência emite e promulga regulamentos de supervisão relativos a requisitos contábeis, qualidade de ativos, administração, operações, adequação de capital, classificação de empréstimos e padrões de provisão para perdas com empréstimos. Além disso, a Superintendência monitora o cumprimento pelas instituições financeiras das leis e regulamentos aplicáveis e pode ordenar medidas preventivas e impor sanções às instituições financeiras.

## Galeria

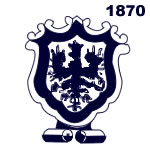
Logo 1870
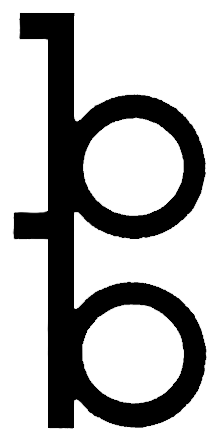
Logo 1969